# Thônex
Thônex és un municipi suís del cantó de Ginebra.